# José Ortiz Rivera
José Javier Ortiz Rivera es un ingeniero peruano. Fue ministro de Transportes y Comunicaciones (2004-2006), durante el gobierno de Alejandro Toledo. 

## Biografía
Ingeniero civil de profesión. Fue presidente de la Cámara Peruana de la Construcción (1995 y 1999); director de la Constructora Maringa; asesor del Fondo Mivivienda; vicepresidente de Enace; director del Banco Hipotecario; vicepresidente de la Confiep; y viceministro de Vivienda, bajo el gobierno del presidente Alejandro Toledo Manrique.
El 16 de febrero de 2004 juramentó como  Transportes y Comunicaciones, durante la renovación del gabinete ministerial encabezado por Carlos Ferrero (el llamado “gabinete conversado”). Se mantuvo en dicho cargo hasta el final del gobierno de Toledo, en julio de 2006. 
Bajo su gestión se hicieron los estudios preliminares y se obtuvo el financiamiento para la construcción de la carretera Interoceánica Sur, obra que se dio en concesión al consorcio CONIRSA (Odebrecht, Graña y Montero, ICCGSA y JJC Contratistas Generales), que iniciaron la construcción de los tramos 2 y 3. Años después, se puso al descubierto que la empresa Odrebecht realizó pagos de coimas a funcionarios públicos, incluido al presidente Toledo, con el fin de adjudicarse la concesión (Caso Odebrecht). Durante el ejercicio de su función la fiscalía le abrió una investigación preliminar por tráfico de influencias, al hallarse indicios de haber participado en la irregular concesión dada a la empresa Telecomunicaciones Hemisféricas (TH), vinculada a Pedro Toledo (hermano del presidente), para el servicio de telefonía fija en Lima y Callao.
En el 2007 la fiscalía anticorrupción le abrió una investigación por no observar ni vigilar la correcta utilización de los 37 millones de soles asignados al Ejército para la construcción de la carretera a Cabana. Se descubrió que los militares se apropiaron de parte del dinero y dejaron inconclusa la obra.
En 2019, la Fiscalía le abrió una investigación por colusión debido a que supuestamente se habría coludido con directivos de la empresa Odebrecht para facilitarles la licitación de la Carretera Interoceánica. En febrero del 2022, el Poder Judicial le dicto una orden de impedimento de salida del país por 12 meses junto con el expresidente (y en ese entonces primer ministro), Pedro Pablo Kuczynski, debido a supuestas irregularidades en dicho proyecto.